# Sønder Elkær
Sønder Elkær er en gammel adelige sædegård, som kan føres tilbage i historien til år 1300. Gården ligger i Sulsted Sogn, Kær Herred, Ålborg Amt, Aalborg Kommune. Hovedbygningen er opført i 1887
Sønder Elkær Gods er på 350 hektar

## Ejere af Sønder Elkær
- (1300-1310) Niels Olufsen Bild
- (1310-1322) Kronen
- (1322-1325) Jon Aagesen
- (1325) Gunner Aagesdatter gift Munk
- (1325-1327) Johannes Palnesen Munk
- (1327-1330) Forskellige Ejere
- (1330-1360) Brune Erik Banner
- (1360-1390) Erik Brune Banner
- (1390-1420) Brune Erik Banner
- (1420-1450) Helvig Brunesdatter Banner gift Rosenkrantz
- (1450) Erik Timmesen Rosenkrantz
- (1450-1600) Forskellige ejere
- (1600-1625) Hilleborg Mogensdatter Gyldenstierne gift Rud
- (1625-1634) Sophie Styggesdatter Høg Banner gift Reedtz
- (1634-1660) Gregers Styggesen Høg Banner
- (1660-1686) Eiler Holck
- (1686-1688) Peter Rodsteen
- (1688-1719) Kirsten Steensdatter Beck gift Rodsteen
- (1719-1730) Else Elisabeth Frederiksdatter Rodsteen
- (1730-1733) Christine Birgitte Jørgensdatter Bille gift Holck
- (1733-1776) Schack Vittinghof greve Holck
- (1776-1785) Burchard Georg Vittinghof greve Holck
- (1785-1788) Mariane Dorothea Detlevsdatter Trappaud gift (1) Holck (2) von der Lühe
- (1788-1795) Carl Gottlob von der Lühe
- (1795-1805) Mariane Dorothea Detlevsdatter Trappaud gift (1) Holck (2) von der Lühe
- (1805-) Hans Svanholm
- (1873-1882) Arnold Brandth
- (1882-1915) Harald Brandth
- (1915-1917) Augusta Frederikke Caroline Lunn gift Brandth
- (1917-1920) Carl Christian Gustav Adolph Brandth
- (1920-1925) Konsortium
- (1925-1927) M. M. Nielsen
- (1927-1929) Th. Isager
- (1929-1949) P. Rafn Sørensen
- (1949-1969) K. Rafn Sørensen
- (1969-2021) Steen Louis Reventlow-Mourier
- (2021-) Brit og Henrik Sørensen